# Trichophaea albospadicea
Trichophaea albospadicea är en svampart som först beskrevs av Robert Kaye Greville, och fick sitt nu gällande namn av Jean Louis Emile Boudier 1907. Trichophaea albospadicea ingår i släktet Trichophaea och familjen Pyronemataceae.   Inga underarter finns listade i Catalogue of Life.